# 各年のロシアの一覧
各年のロシアの一覧（かくねんのロシアのいちらん）は、ロシアの各年ごとの記事の一覧。この一覧ではロシアの各年ごとの記事の他、各世紀と各年代、ロシアの各分野における各年ごとの記事についても取り扱う。

## 一覧

### ロシア帝国

#### 17世紀
- 1700年代
  - 1700年のロシア（英語版）

#### 18世紀
- 1700年代
  - 1701年のロシア（英語版） 1702年のロシア（英語版） 1703年のロシア（英語版） 1704年のロシア（英語版）
  - 1705年のロシア（英語版） 1706年のロシア（英語版） 1707年のロシア（英語版） 1708年のロシア（英語版） 1709年のロシア（英語版）
- 1710年代
  - 1710年のロシア（英語版） 1712年のロシア（英語版） 1714年のロシア（英語版）
  - 1715年のロシア（英語版） 1717年のロシア（英語版） 1718年のロシア（英語版）
- 1720年代
  - 1720年のロシア（英語版） 1721年のロシア（英語版） 1722年のロシア（英語版） 1723年のロシア（英語版） 1724年のロシア（英語版）
  - 1725年のロシア（英語版） 1726年のロシア（英語版） 1727年のロシア（英語版） 1729年のロシア（英語版）
- 1730年代
  - 1730年のロシア（英語版） 1731年のロシア（英語版） 1732年のロシア（英語版）
  - 1735年のロシア（英語版） 1736年のロシア（英語版） 1739年のロシア（英語版）
- 1740年代
  - 1740年のロシア（英語版） 1741年のロシア（英語版） 1742年のロシア（英語版） 1743年のロシア（英語版） 1744年のロシア（英語版）
  - 1745年のロシア（英語版） 1746年のロシア（英語版） 1747年のロシア（英語版）
- 1750年代
  - 1750年のロシア（英語版） 1751年のロシア（英語版） 1752年のロシア（英語版） 1754年のロシア（英語版）
  - 1755年のロシア（英語版） 1756年のロシア（英語版） 1757年のロシア（英語版） 1758年のロシア（英語版） 1759年のロシア（英語版）
- 1760年代
  - 1760年のロシア（英語版） 1761年のロシア（英語版） 1762年のロシア（英語版） 1763年のロシア（英語版） 1764年のロシア（英語版）
  - 1765年のロシア（英語版） 1767年のロシア（英語版） 1768年のロシア（英語版）
- 1770年代
  - 1771年のロシア（英語版） 1772年のロシア（英語版） 1773年のロシア（英語版） 1774年のロシア（英語版）
  - 1775年のロシア（英語版） 1776年のロシア（英語版） 1778年のロシア（英語版） 1779年のロシア（英語版）
- 1780年代
  - 1780年のロシア（英語版） 1781年のロシア（英語版） 1782年のロシア（英語版） 1783年のロシア（英語版） 1784年のロシア（英語版）
  - 1785年のロシア（英語版） 1786年のロシア（英語版） 1787年のロシア（英語版） 1788年のロシア（英語版） 1789年のロシア（英語版）
- 1790年代
  - 1790年のロシア（英語版） 1792年のロシア（英語版） 1793年のロシア（英語版） 1794年のロシア（英語版）
  - 1795年のロシア（英語版） 1796年のロシア（英語版） 1797年のロシア（英語版） 1798年のロシア（英語版） 1799年のロシア（英語版）
- 1800年代
  - 1800年のロシア（英語版）

#### 19世紀
- 1800年代
  - 1801年のロシア（英語版） 1802年のロシア（英語版） 1803年のロシア（英語版） 1804年のロシア（英語版）
  - 1805年のロシア（英語版） 1806年のロシア（英語版） 1807年のロシア（英語版） 1808年のロシア（英語版） 1809年のロシア（英語版）
- 1810年代
  - 1810年のロシア（英語版） 1811年のロシア（英語版） 1812年のロシア（英語版） 1813年のロシア（英語版） 1814年のロシア（英語版）
  - 1815年のロシア（英語版） 1818年のロシア（英語版）
- 1820年代
  - 1821年のロシア（英語版） 1824年のロシア（英語版）
  - 1825年のロシア（英語版） 1828年のロシア（英語版） 1829年のロシア（英語版）
- 1830年代
  - 1830年のロシア（英語版） 1831年のロシア（英語版） 1834年のロシア（英語版）
  - 1837年のロシア（英語版）
- 1840年代
  - 1840年のロシア（英語版） 1843年のロシア（英語版） 1844年のロシア（英語版）
  - 1845年のロシア（英語版） 1846年のロシア（英語版） 1848年のロシア（英語版） 1849年のロシア（英語版）
- 1850年代
  - 1851年のロシア（英語版） 1852年のロシア（英語版） 1853年のロシア（英語版） 1854年のロシア（英語版）
  - 1855年のロシア（英語版） 1856年のロシア（英語版） 1857年のロシア（英語版） 1858年のロシア（英語版） 1859年のロシア（英語版）
- 1860年代
  - 1860年のロシア（英語版） 1861年のロシア（英語版） 1862年のロシア（英語版） 1863年のロシア（英語版） 1864年のロシア（英語版）
  - 1865年のロシア（英語版） 1866年のロシア（英語版） 1867年のロシア（英語版） 1868年のロシア（英語版） 1869年のロシア（英語版）
- 1870年代
  - 1870年のロシア（英語版） 1872年のロシア（英語版） 1874年のロシア（英語版）
  - 1875年のロシア（英語版） 1876年のロシア（英語版） 1877年のロシア（英語版） 1878年のロシア（英語版） 1879年のロシア（英語版）
- 1880年代
  - 1880年のロシア（英語版） 1881年のロシア（英語版） 1882年のロシア（英語版） 1883年のロシア（英語版） 1884年のロシア（英語版）
  - 1885年のロシア（英語版） 1886年のロシア（英語版） 1887年のロシア（英語版） 1888年のロシア（英語版） 1889年のロシア（英語版）
- 1890年代
  - 1890年のロシア（英語版） 1891年のロシア（英語版） 1892年のロシア（英語版） 1893年のロシア（英語版） 1894年のロシア（英語版）
  - 1895年のロシア（英語版） 1896年のロシア（英語版） 1897年のロシア（英語版） 1898年のロシア（英語版） 1899年のロシア（英語版）
- 1900年代
  - 1900年のロシア（ヘブライ語版）

#### 20世紀
- 1900年代
  - 1901年のロシア（英語版、ヘブライ語版） 1902年のロシア（ヘブライ語版） 1903年のロシア（ヘブライ語版） 1904年のロシア（英語版、ヘブライ語版）
  - 1905年のロシア（英語版、ヘブライ語版） 1906年のロシア（ヘブライ語版） 1907年のロシア（ヘブライ語版） 1908年のロシア（英語版、ヘブライ語版） 1909年のロシア（ヘブライ語版）
- 1910年代
  - 1910年のロシア（英語版、ヘブライ語版） 1911年のロシア（ヘブライ語版） 1912年のロシア（ヘブライ語版） 1913年のロシア（英語版、ヘブライ語版） 1914年のロシア（ヘブライ語版）
  - 1915年のロシア（ヘブライ語版） 1916年のロシア（英語版、ヘブライ語版） 1917年のロシア（英語版、ヘブライ語版）

### ロシア・ソビエト連邦社会主義共和国

#### 20世紀
- 1910年代
  - 1918年のロシア・ソビエト連邦社会主義共和国（ヘブライ語版） 1919年のロシア・ソビエト連邦社会主義共和国（ヘブライ語版）
- 1920年代
  - 1920年のロシア・ソビエト連邦社会主義共和国（ヘブライ語版） 1921年のロシア・ソビエト連邦社会主義共和国（ヘブライ語版）

### ソビエト連邦

#### 20世紀
- 1920年代
  - 1922年のソビエト連邦（英語版、ヘブライ語版） 1923年のソビエト連邦（英語版、ヘブライ語版） 1924年のソビエト連邦（英語版、ヘブライ語版）
  - 1925年のソビエト連邦（英語版、ヘブライ語版） 1926年のソビエト連邦（英語版、ヘブライ語版） 1927年のソビエト連邦（英語版、ヘブライ語版） 1928年のソビエト連邦（英語版、ヘブライ語版） 1929年のソビエト連邦（英語版、ヘブライ語版）
- 1930年代
  - 1930年のソビエト連邦（英語版、ヘブライ語版） 1931年のソビエト連邦（英語版、ヘブライ語版） 1932年のソビエト連邦（英語版、ヘブライ語版） 1933年のソビエト連邦（英語版、ヘブライ語版） 1934年のソビエト連邦（英語版、ヘブライ語版）
  - 1935年のソビエト連邦（英語版、ヘブライ語版） 1936年のソビエト連邦（英語版、ヘブライ語版） 1937年のソビエト連邦（英語版、ヘブライ語版） 1938年のソビエト連邦（英語版、ヘブライ語版） 1939年のソビエト連邦（英語版、ヘブライ語版）
- 1940年代
  - 1940年のソビエト連邦（英語版、ヘブライ語版） 1941年のソビエト連邦（英語版、英語版、ヘブライ語版） 1942年のソビエト連邦（英語版、ヘブライ語版） 1943年のソビエト連邦（英語版、ヘブライ語版） 1944年のソビエト連邦（英語版、ヘブライ語版）
  - 1945年のソビエト連邦（英語版、ヘブライ語版） 1946年のソビエト連邦（英語版、ヘブライ語版） 1947年のソビエト連邦（英語版、ヘブライ語版） 1948年のソビエト連邦（英語版、ヘブライ語版） 1949年のソビエト連邦（英語版、ヘブライ語版）
- 1950年代
  - 1950年のソビエト連邦（英語版、ヘブライ語版） 1951年のソビエト連邦（英語版、ヘブライ語版） 1952年のソビエト連邦（英語版、ヘブライ語版） 1953年のソビエト連邦（英語版、ヘブライ語版） 1954年のソビエト連邦（英語版、ヘブライ語版）
  - 1955年のソビエト連邦（英語版、ヘブライ語版） 1956年のソビエト連邦（英語版、ヘブライ語版） 1957年のソビエト連邦（英語版、ヘブライ語版） 1958年のソビエト連邦（英語版、ヘブライ語版） 1959年のソビエト連邦（英語版、ヘブライ語版）
- 1960年代
  - 1960年のソビエト連邦（ヘブライ語版） 1961年のソビエト連邦（ヘブライ語版） 1962年のソビエト連邦（英語版、ヘブライ語版） 1963年のソビエト連邦（ヘブライ語版） 1964年のソビエト連邦（ヘブライ語版）
  - 1965年のソビエト連邦（ヘブライ語版） 1966年のソビエト連邦（ヘブライ語版） 1967年のソビエト連邦（ヘブライ語版） 1968年のソビエト連邦（ヘブライ語版） 1969年のソビエト連邦（ヘブライ語版）
- 1970年代
  - 1970年のソビエト連邦（ヘブライ語版） 1971年のソビエト連邦（ヘブライ語版） 1972年のソビエト連邦（ヘブライ語版） 1973年のソビエト連邦（ヘブライ語版） 1974年のソビエト連邦（ヘブライ語版）
  - 1975年のソビエト連邦（ヘブライ語版） 1976年のソビエト連邦（ヘブライ語版） 1977年のソビエト連邦（ヘブライ語版） 1978年のソビエト連邦（ヘブライ語版） 1979年のソビエト連邦（ヘブライ語版）
- 1980年代
  - 1980年のソビエト連邦（ヘブライ語版） 1981年のソビエト連邦（ヘブライ語版） 1982年のソビエト連邦（ヘブライ語版） 1983年のソビエト連邦（ヘブライ語版） 1984年のソビエト連邦（ヘブライ語版）
  - 1985年のソビエト連邦（ヘブライ語版） 1986年のソビエト連邦（英語版、ヘブライ語版） 1987年のソビエト連邦（ヘブライ語版） 1988年のソビエト連邦（英語版、ヘブライ語版） 1989年のソビエト連邦（ヘブライ語版）
- 1990年代
  - 1990年のソビエト連邦（ヘブライ語版） 1991年のソビエト連邦（英語版、英語版、ヘブライ語版）

### ロシア連邦

#### 20世紀
- 1990年代
  - 1992年のロシア（英語版、ヘブライ語版） 1993年のロシア（英語版、ヘブライ語版） 1994年のロシア（英語版、ヘブライ語版）
  - 1995年のロシア（英語版、ヘブライ語版） 1996年のロシア（英語版、ヘブライ語版） 1997年のロシア（英語版、ヘブライ語版） 1998年のロシア（英語版、ヘブライ語版） 1999年のロシア（英語版、ロシア語版、ヘブライ語版）
- 2000年代
  - 2000年のロシア（英語版、ヘブライ語版）

#### 21世紀
- 2000年代
  - 2001年のロシア（英語版、ロシア語版、ヘブライ語版） 2002年のロシア（英語版、ヘブライ語版） 2003年のロシア（英語版、ヘブライ語版） 2004年のロシア（英語版、ヘブライ語版）
  - 2005年のロシア（英語版、ロシア語版、ヘブライ語版） 2006年のロシア（英語版、ロシア語版、ヘブライ語版） 2007年のロシア（英語版、ロシア語版、ヘブライ語版） 2008年のロシア（英語版、ロシア語版、ヘブライ語版） 2009年のロシア
- 2010年代
  - 2010年のロシア（英語版、ヘブライ語版） 2011年のロシア（英語版、ヘブライ語版） 2012年のロシア（英語版、ヘブライ語版） 2013年のロシア（英語版、ヘブライ語版） 2014年のロシア（英語版、ヘブライ語版）
  - 2015年 2016年 2017年 2018年 2019年
- 2020年代 : 2020年 2021年 2022年 2023年 2024年 2025年 2026年 2027年 2028年 2029年
- 2030年代 : 2030年 2031年 2032年 2033年 2034年 2035年 2036年 2037年 2038年 2039年

## 文化と芸術

### 映画
- ロシア映画の一覧（英語版）